# Shirahama (Wakayama)

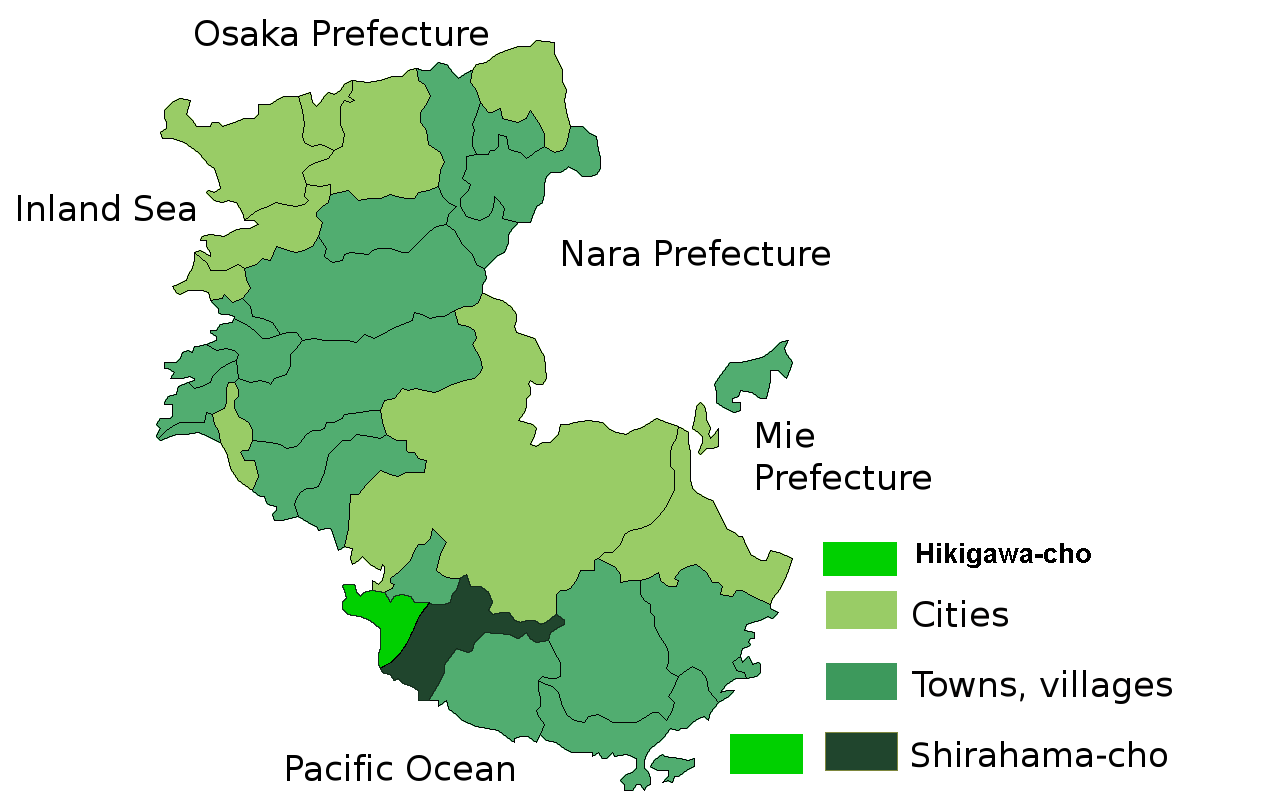
Situering van Shirahama voor en na de fusie van 2006

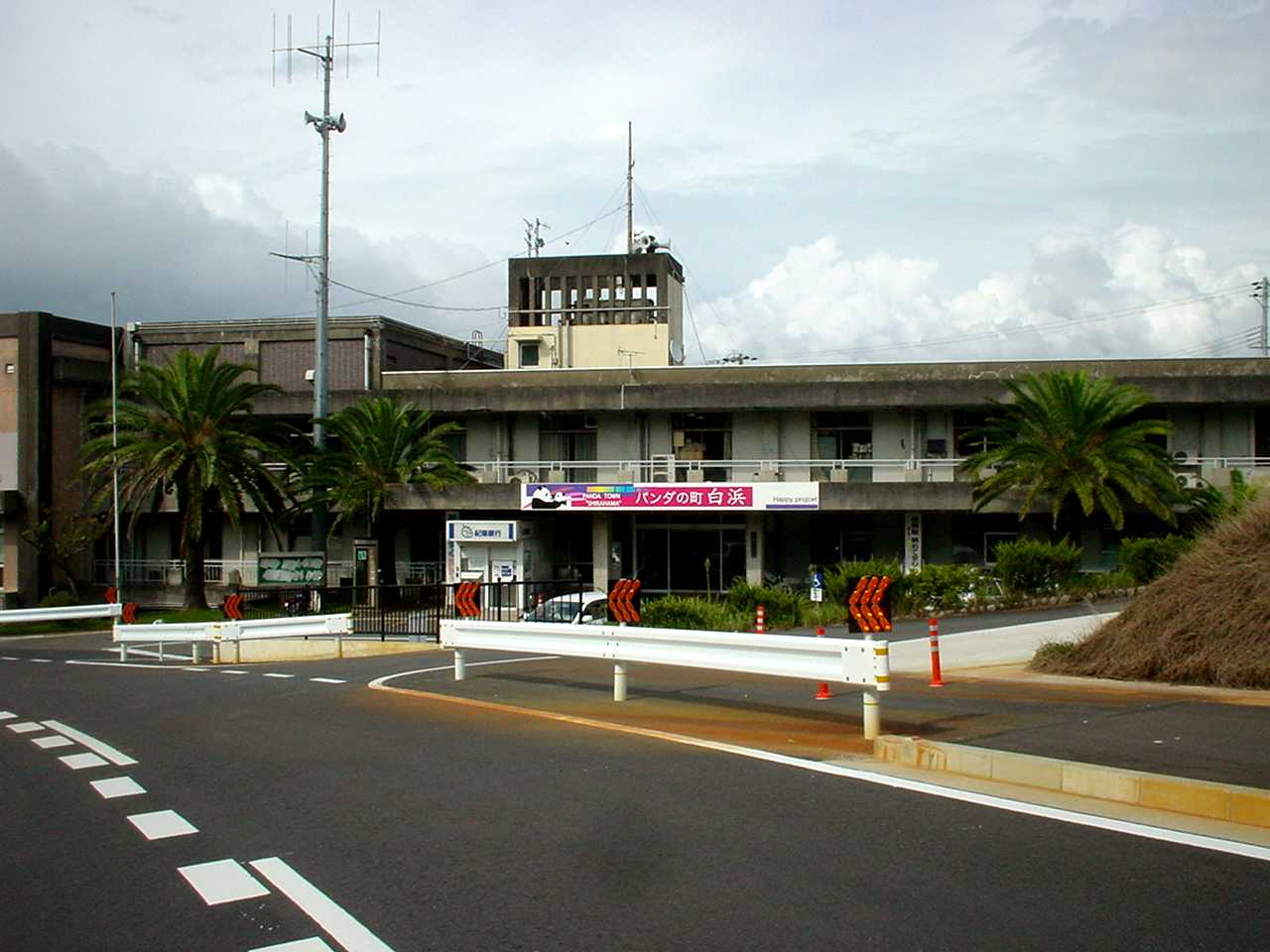
Het gemeentehuis van Shirahama

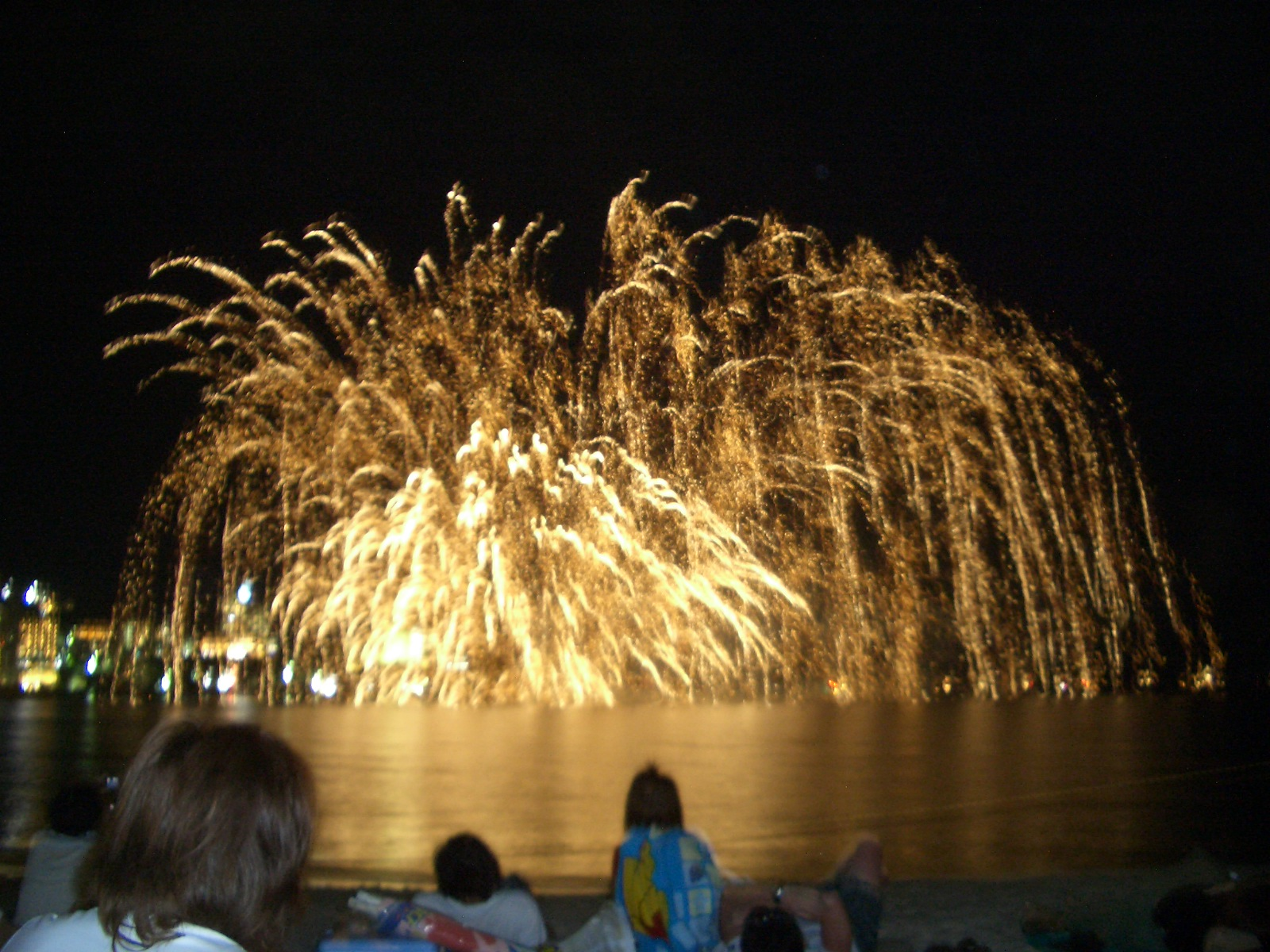
Shirahama Vuurwerkfestival 2006

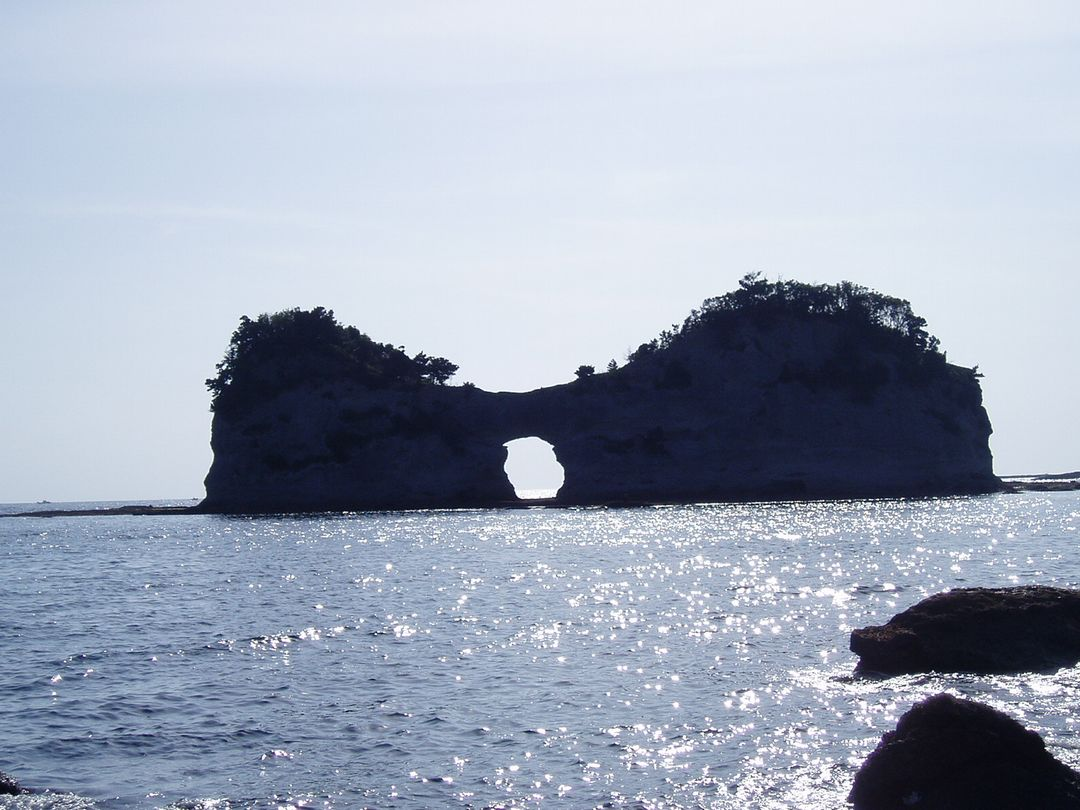
Engetsu-to

Shirahama (Japans: 白浜町, Shirahama-cho) is een gemeente in het district Nishimuro van de prefectuur Wakayama. De gemeente wordt soms ook Nanki-Shirahama (南紀白浜) genoemd om het verschil aan te tonen met Shirahama in de prefectuur Chiba. Het is beroemd om zijn onsen. Op 1 maart 2008 had de gemeente 23.123 inwoners. De bevolkingsdichtheid bedroeg 115 inw./km². De oppervlakte van de gemeente is 201,04 km². 

## Geografie
Shirahama wordt begrensd door Tanabe, Kamitonda, Susami en Kozagawa. De rivieren Hikigawa en Tondagawa stromen door de gemeente. Shirahama bevindt zich in het zuidwesten van de  prefectuur Wakayama. De gemeente is bekend voor zijn zuidelijk klimaat. De belangrijkste bron van inkomsten vormt het toerisme.
In 2003 had de gemeente 19.646 inwoners en een bevolkingsdichtheid van 303,51 km². De oppervlakte van de gemeente bedroeg 64.73 km².Na de fusie op 1 maart 2006 had de gemeente 24775 inwoners en een oppervlakte van 201,04 km². Sinds 26 maart 2006 is Tachitani Seiichi de burgemeester van de nieuwe gemeente. Er zijn 20 zetels in de gemeenteraad. Er zijn  16 zetels bestemd voor het vroegere Shirahama en 4 voor Hikigawa. 
De gemeente ontstond in zijn huidige vorm op 1 maart 2006 na de fusie van Shirahama met Hikigawa.

## Toerisme
Shirahama is een badplaats gelegen aan de zuidelijke kust van de prefectuur. Het heeft witte stranden met zand dat uit Australië is overgebracht. Het natuurlijke strand is weggespoeld door de voortdurende erosie. Meerdere hotels geven uit op het witte strand. De hotels werden gebouwd in de jaren 60, 70 en 80. Tijdens de zomermaanden  (juli en augustus) is er elke avond vuurwerk. Voor 5000 yen kan een persoonlijke boodschap afgeschoten worden. 

## Scholen

### Lagere scholen
(op het  grondgebied van het vroegere Shirahama)
- Shirahama Daiichi Shōgakkō
- Shirahama Daini Shōgakkō
- Tonda Shōgakkō
- Kita Tonda Shōgakkō
- Minami Tonda Shōgakkō
- Tsubaki Shōgakkō

(op het  grondgebied van het vroegere Hikigawa)
- Hiki Shōgakkō
- Atagi Shōgakkō
- Tanoi Shōgakkō
- Ago Shōgakkō
- Tamade Shōgakkō
- Ichikano Shōgakkō

## Bezienswaardigheden
- Kumano Kodo
- Engetsu-to eiland
- Senjyojiki  (千畳敷,klif)
- Sandanbeki (三段壁, klif)
- Adventure World

## Verkeer en vervoer

### Luchthaven
Shirahama Luchthaven (Nanki-Shirahama Airport, 南紀白浜空港) is een regionale luchthaven in Shirahama, Japan. Deze luchthaven bedient voornamelijk het zuiden van Kansai. Verder zijn er drie heen-en-terug vluchten met Tokio ( twee buiten het seizoen). 

### Treinvervoer
Het hoofdstation van Shirahama  is het  Station Shirahama. Hier stoppen ook de sneltreinen. Het station is gelegen in Tonda,  5 km van het centrum. Het gebied wordt bediend door de  JR West Kisei-lijn (Kinokuni-lijn).
Er zijn 4 stations op het grondgebied van Shirahama :
- station Kii-Hiki
- station Tsubaki
- station Kii-Tonda
- station Shirahama

Er zijn 15 sneltreinen per dag van Osaka naar station Shirahama .  Drie hiervan zijn met de speciale Ocean Arrow  trein die ingelegd wordt door JR Nishi Nihon.

### Wegvervoer

#### Autosnelweg
Shirahama ligt aan de Hanwa-autosnelweg
- afrit 33 Minabe
- afrit 34 Nanki Tanabe (sinds 1 november 2007)
- afrit 36  Shirahama  (gepland)

#### Autoweg
Shirahama ligt aan de Autoweg 42. 

#### Prefecturale weg
Shirahama ligt aan de prefecturale wegen 31,33, 34, 36, 37, 212, 213, 214, 215, 220, 221,223,243 en 801.